# Бегеновая кислота
Бегеновая (докозановая) кислота С21Н43COOH — одноосновная предельная карбоновая кислота. Содержится во многих растительных маслах: бегеновое масло (масло моринги) (8 %), масло понгамии (4,2—5,3 %), горчичное масло (2—3 %), масло авелланского ореха (1,9 %), масло купуасу (1,8 %), масло расторопши (1—1,5 %). Подсчитано, что из одной тонны кожуры семян арахиса можно выделить ~5,9 кг бегеновой кислоты (0,59%).
Промышленным источником бегеновой кислоты и бегенилового спирта С22Н45ОН служит масло крестоцветных (обычно рапсовое масло), богатое мононенасыщенной эруковой кислотой С21Н41СООН.
Бегеновая кислота используется в кондиционерах для волос и увлажняющих кремах для придания им увлажняющих свойств. У человека вызывает повышение уровня холестерина в крови .